# Uddevalla
Uddevalla ( PRONÚNCIA) é a maior cidade da província histórica da Bohuslän. Tem cerca de 31 000 habitantes e é sede do município de Uddevalla, no condado da Västra Götaland. É uma cidade portuária e industrial. 

## Infraestruturas
- A estrada europeia E6, passando na proximidade de Uddevalla, e ligando Strömstad a Trelleborg.
- A estrada nacional R44, ligando Uddevalla a Götene
- A linha férrea Bohusbanan passa pela cidade e liga-a a Gotemburgo e a Strömstad.
- A linha férrea de Alvsburgo (Älvsborgsbanan) liga Uddevalla a Borås.
- O porto de Uddevalla
- O aeródromo de Rörkärr
- O aeroporto regional de Trollhättan-Vänersborg (Trollhättan-Vänersborgs flygplats)

## Economia
A economia de Uddevalla está dominada pelo grande setor público e pela educação.
No setor privado, existem mais de 5000 empresas, sendo os dois ramos principais a construção civil e o comércio a retalho, e ainda numerosas pequenas empresas de alta tecnologia.

## Património
A cidade proporciona um passeio pelas margens do rio Bäveån e do fiorde Byfjorden.

- Museu da Bohuslän (Museu regional, com galeria de arte)
- Gustavsberg (Casa balnear de 1774, com fonte de água natural, restaurante e pousada da juventude)

Uddevalla
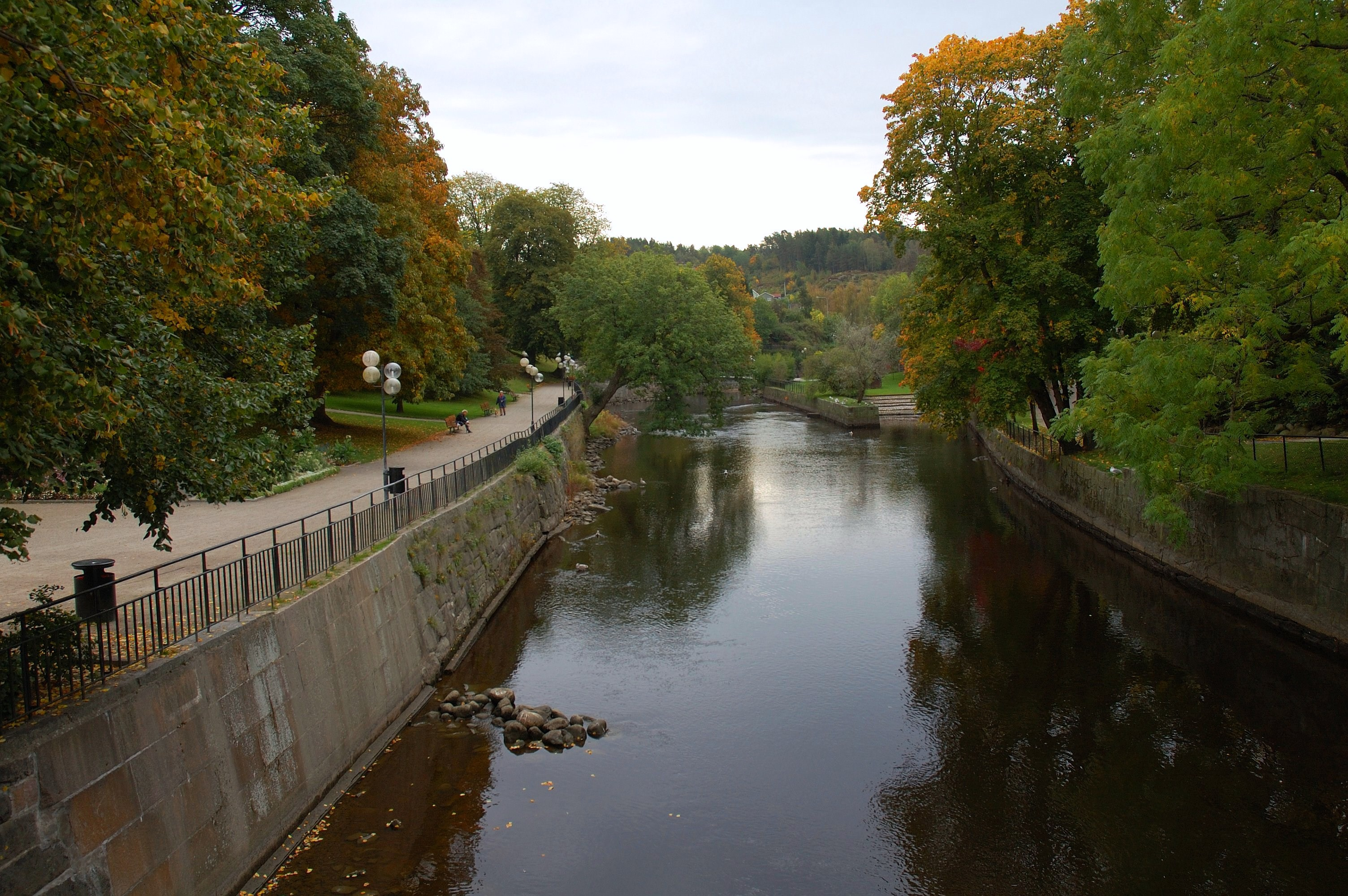
O rio Bäveån
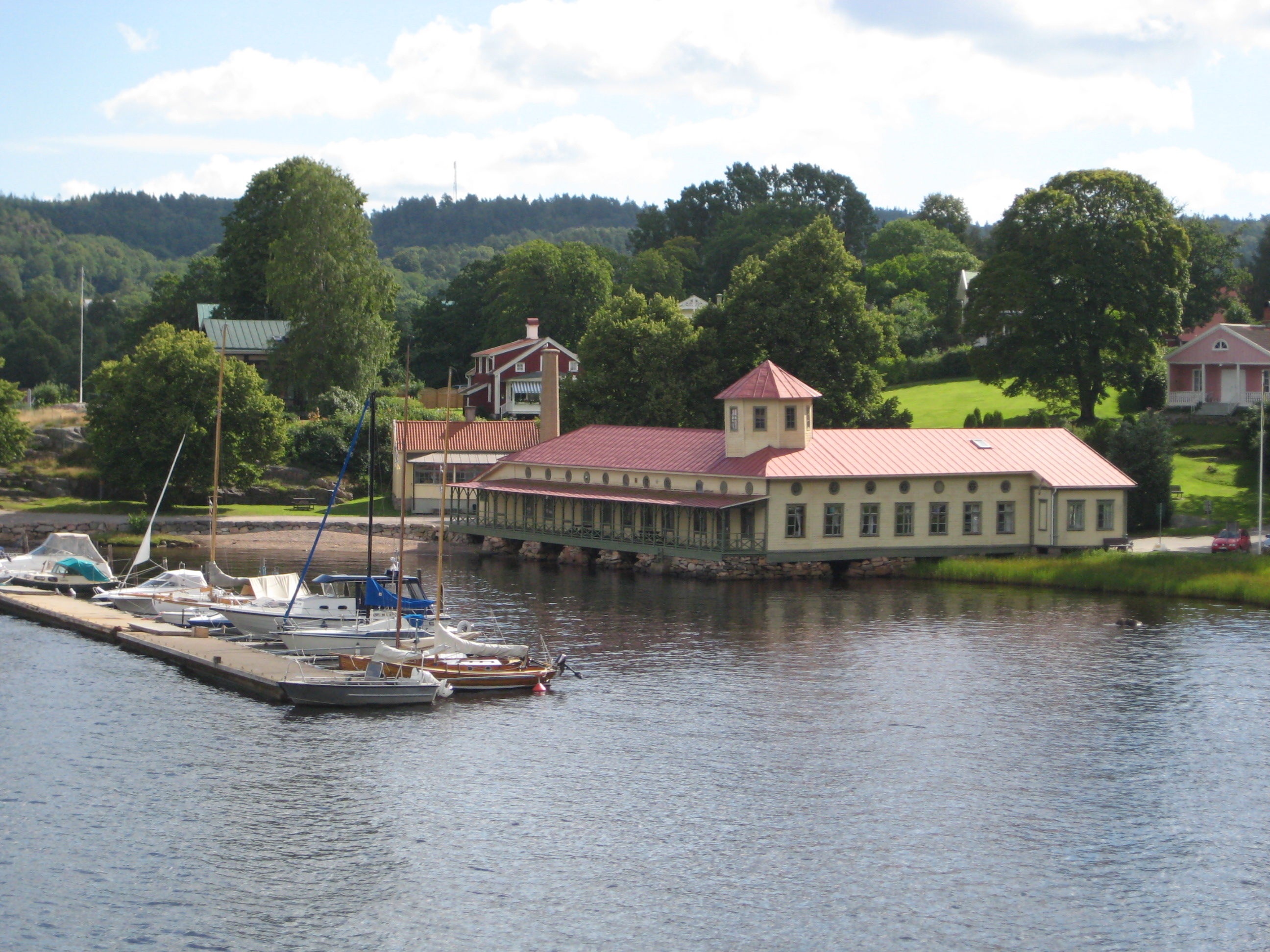
Gustafsberg